# محطة کاشیوازاکی کاریوا للطاقة النووية
محطة كاشيوازاكي كاريوا للطاقة النووية هي محطة طاقة نووية كبيرة حديثة (تضم أول مفاعل ماء مغلي متقدم) على مساحة 4.2 كيلومتر مربع (1038 فدان) تشمل أراضي في بلدتي كاشيوازاكي وكاريوا في نييغاتا، اليابان على ساحل بحر اليابان، حيث تحصل على مياه التبريد.
تُعد أكبر محطة لتوليد الطاقة النووية في العالم حسب تصنيف صافي الطاقة الكهربائية.
تقع المحطة على بعد نحو 19 كم (12 ميلًا) من بؤرة ثاني أقوى زلزال حدث في محطة نووية قط، وهو زلزال تشيتسو الساحلي الذي بلغ عزمه الزلزالي 6.6 في يوليو عام 2007. سبّب ذلك اهتزازًا في المصنع متجاوزًا الأسس التصميمية، وشُرِع بعملية إغلاق مطولة للمحطة من أجل فحصها، ما يشير إلى وجود حاجة إلى مزيد من مقاومة الزلازل قبل استئناف عملية التشغيل. أُغلق المصنع تمامًا لمدة 21 شهرًا عقب الزلزال. أُعيد تشغيل الوحدة 7 بعد عمليات التحديث الزلزالية في 9 مايو عام 2009، تلتها الوحدات 1 و5 و6. (لم يُستأنف تشغيل الوحدات 2 و3 و4).
بعد زلزال 11 مارس عام 2011، أُغلقت جميع الوحدات التي أُعيد تشغيلها وتم تنفيذ تحسينات السلامة. حتى مايو عام 2019، لم يُستأنف تشغيل أي وحدات، وما يزال تاريخ استئناف التشغيل غير معروف.

## المفاعلات
هناك سبع وحدات مصطفة على طول خط الساحل. يبدأ الترقيم بالوحدة 1 مع الوحدة الواقعة في أقصى الجنوب مرورًا بالوحدة 4، ثم توجد مساحة خضراء كبيرة بين الوحدة 4 و7، ثم يستمر الترقيم مع الوحدتين 6 و5، وهما أحدث المفاعلات.

## خصائص المفاعلات
|                                        | الوحدة 1       | الوحدة 2       | الوحدة 3       | الوحدة 4       | الوحدة 5       | الوحدة 6                      | الوحدة 6                      |
| نوع المفاعل                            | مفاعل ماء مغلي | مفاعل ماء مغلي | مفاعل ماء مغلي | مفاعل ماء مغلي | مفاعل ماء مغلي | مفاعل ماء مغلي                | مفاعل ماء مغلي                |
| صافي القدرة (ميغاواط)                  | 1,067          | 1,067          | 1,067          | 1,067          | 1,067          | 1,315                         | 1,315                         |
| إجمالي القوة (ميغاواط)                 | 1,100          | 1,100          | 1,100          | 1,100          | 1,100          | 1,356                         | 1,356                         |
| بدء البناء                             | 5/6/1980       | 18/11/1985     | 7/3/1989       | 5/3/1990       | 20/6/1985      | 3/11/1992                     | 1/7/1993                      |
| أول حرجية                              | 12/12/1984     | 30/11/1989     | 19/10/1992     | 1/11/1993      | 20/7/1989      | 18/12/1995                    | 1/11/1996                     |
| تاريخ التفويض                          | 18/9/1985      | 28/9/1990      | 11/8/1993      | 11/8/1994      | 10/4/1990      | 7/11/1996                     | 2/7/1997                      |
| تكاليف التركيب (1000ين/كيلوواط)        | 330            | 360            | 310            | 310            | 420            | 310                           | 280                           |
| مزود المفاعل/ نظام تزويد البخار النووي | توشيبا         | توشيبا         | توشيبا         | هيتاشي         | هيتاشي         | هيتاشي/ توشيبا/ جنرال إلكتريك | هيتاشي/ توشيبا/ جنرال إلكتريك |

تعكس تكاليف تركيب توصيل التيار الكهربائي للوحدات في هذا الموقع الاتجاه العام السائد في تكاليف المحطات النووية. زادت تكاليف رأس المال خلال ثمانينيات القرن العشرين ولكنها أصبحت أقل في العصر الحديث. تُعد آخر وحدتين أول مفاعلات ماء مغلي متقدمة تُبنى على الإطلاق.

### الأداء
يتمتع هذا الحجم الكبير من المحطات بعدة مزايا اقتصادية، من بينها الأثر المحدود لانقطاع تزويد الوحدات الفردية بالوقود على إجمالي صافي إنتاج الطاقة في المحطة. لوحظ تحول سلس في تاريخ إنتاج الطاقة في المحطة حتى وقت إنشاء الوحدتين الأخيرتين. لسوء الحظ، شهدت المحطة منذ اكتمال البناء حدثين تسببا بإغلاقها بالكامل.

### الإغلاق الجزئي
في فبراير عام 1991، أُغلقت الوحدة 2 تلقائيًا بعد هبوط مفاجئ في ضغط الزيت داخل التوربينات البخارية.
في 18 يوليو عام 1997، تسرب بخار إشعاعي من محدد القياس داخل الوحدة 7 من محطة كاشيوازاكي كاريوا. في مايو، أرجأ انفجار أنبوب إجراء التجارب التشغيلية في المصنع، وفي وقت سابق من يوليو، عُثر على دخان مصدره آلات المصنع.
في يناير عام 1998، أُغلقت الوحدة 1 بعد زيادة مستويات الإشعاع في البخار المُشغل للتوربينات ما أدى إلى إطلاق الإنذارات. تفيد التقارير بأن هذه المستويات بلغت 270 ضعف المستوى التشغيلي المتوقع.
أُغلقت المفاعلات في محطة كاشيوازاكي كاريوا بعد اكتشاف تزوير متعمد للبيانات في عام 2002. أُوقف أول مفاعل عن العمل في 9 سبتمبر عام 2002، وأُوقف تشغيل آخر مفاعل في 27 يناير عام 2003. أُعيد تشغيل أحدث الوحدات، وهي أكثر وحدات من مفاعل الماء المغلي المتقدم ذات الطبيعة الآمنة، في أسرع وقت وعانت أقل الآثار المترتبة. من ناحية أخرى، لم تولد الوحدات 1 و2 و3 أي كهرباء خلال سنة 2003 المالية.

## الوقود
ما تزال جميع المفاعلات تستخدم اليورانيوم منخفض التخصيب وقودًا نوويًا، غير أن شركة طوكيو للطاقة الكهربائية وضعت خططًا لاستخدام وقود الأكسيد المختلط  في بعض المفاعلات بإذن من هيئة الطاقة الذرية اليابانية. في استفتاء عام أُجري في قرية كاريوا في عام 2001، صوت 53% ضد استخدام الوقود الجديد. بعد فضائح التلاعب ببيانات شركة طوكيو للطاقة الكهربائية في عام 2002، أعلن الرئيس نوبويا مينامي في ذلك الوقت أن خطط استخدام وقود الأكسيد المختلط  في محطة كاشيوازاكي كاريوا ستُعلّق إلى أجل غير مسمى.

## الزلازل

### خصائص التصميم المقاوم للزلازل
أُزيلت الرمال من المواقع وأُنشئ المفاعل على أرض صلبة، ورُدمت التربة المجاورة. تمتد قاعدة مباني المفاعل إلى عدة مستويات منخفضة (بحد أقصى بلغ 42 متر دون المستوى). تعمل هذه العناصر تحت الأرض على تثبيت مباني المفاعل، ما يجعلها أقل عرضة للتأرجح بفعل اهتزازات الصدى في أثناء حدوث الزلزال. كما هو الحال مع محطات توليد الطاقة اليابانية الأخرى، فقد أُنشئت المفاعلات في المحطة وفقًا لأسس مقاومة الزلازل، التي ينظمها القانون وهيئة الطاقة الذرية.
في عام 2006، عُدّلت معايير السلامة لمقاومة الزلازل وشُدد عليها في محطات اليابان للطاقة النووية. بعد زلزال عام 2007، نشبت شكوك حول إمكانية قرب خط الصدع من المحطة أكثر مما كان متوقعًا، وربما استمراره مباشرة عبر موقع المحطة.

### زلزال تشيتسو الساحلي عام 2007
تقع محطة كاشيوازاكي كاريوا على بعد 19 كيلومترًا من بؤرة الزلزال الذي بلغت قوته 6.6 في منطقة تشيتسو قبالة الشاطئ، والذي وقع في الساعة 10:13 صباحًا بتاريخ 16 يوليو عام 2007. بلغت ذروة التسارع الأرضي المُسجلة 6.8 م/ث2 (0.69 قوة جي) في الوحدة 1 في الاتجاه الشرقي الغربي، متجاوزًا بذلك مواصفات التصميم الخاصة بإيقاف التشغيل الآمن البالغ 4.5 م/ث2، وأعلى بكثير من مواصفات إعادة التشغيل الفوري للمعدات الرئيسية في المنشأة البالغة 2.73 م/ث2. سجلت الوحدتان 5 و6 أيضًا اهتزازًا فوق هذا الحد. سُجل اهتزاز قدره 20.58 م/ث2 في مبنى التوربينات للوحدة 3.
رأى الأشخاص المجاورون للمحطة دخانًا أسود ثبت في ما بعد أنه بسبب اشتعال محول كهربائي في الوحدة 3. أُخمدت النيران بحلول ظهر يوم الزلزال بعد نحو ساعتين من بدء الحريق. احترق مبنى المحول المكون من 3 طوابق بشكل كبير.
أُوقف تشغيل وحدات المفاعلات 3 و4 و7 تلقائيًا بشكل آمن كرد فعل على الزلزال. كانت الوحدة 2 في وضع بدء التشغيل لا في وضع التشغيل. أُغلقت الوحدات 1 و5 و6 لفحصها في ذلك الوقت. كانت شركة طوكيو للطاقة الكهربائية على استعداد لإعادة تشغيل بعض الوحدات اعتبارًا من اليوم التالي، إلا أن وزارة التجارة أمرت ببقاء المحطة مُعطّلة حتى تُستكمل فحوصات السلامة الإضافية. في يوم الأربعاء 18 يوليو، أمر عمدة كاشيوازاكي بوقف العمليات في المصنع حتى يمكن التحقق من سلامتها. أفادت صحيفة ذا نيكي بأن عمليات التفتيش الحكومية على السلامة قد تؤخر إعادة التشغيل لأكثر من عام، دون ذكر مصدر هذه المعلومات. على سبيل المقارنة، في عام 2005، أُغلق مفاعل نووي في محطة أوناغاوا النووية لمدة خمسة أشهر عقب حدوث زلزال.